# Eulithis ximina
Eulithis ximina là một loài bướm đêm trong họ Geometridae.